# 宜昌博物馆
宜昌博物馆（英語：Yichang Museum）是一座位于湖北省宜昌市的博物馆。馆长是肖承云。

## 历史
1980年4月前身宜昌地区博物馆建成开放，1992年4月更名为现在名字，2019年9月6日新馆建成开馆，位于湖北省宜昌市伍家岗区柏临河路，毗邻宜昌规划展览馆。建筑面积43,080平方米，展陈面积15,247平方米，共十个展厅，馆藏50,000余件文物。

## 营业时间
- 周二至周日：上午九点至下午五点
- 周一闭馆